# Lennart Forsén (professor)
Lennart Forsén, född 7 februari 1889 i Gamlakarleby, Finland, död 17 september 1943 i Danderyd, var en finlandssvensk kemiingenjör. 
Forsén flyttade till Sverige i början av 1930-talet och var chefskemist vid Skånska cement i Malmö 1931-1939, professor i kemisk teknologi vid Kungliga tekniska högskolan från 1939 samt professor i cement- och betongkemi från 1942 vid samma lärosäte.
Forsén var en pionjär i forskningen kring förståelsen av cements hårdnande till betong och hur den processen kan regleras.
Forsén invaldes 1940 som ledamot av Kungliga Ingenjörsvetenskapsakademien.

## Uppgifter och utmärkelser
- 1906 Studentexamen
- 1906-1912 studerade vid Technische Hochschule i Zürich
  - diplomingenjör 1911
  - doktorering 1912
  - Diss. Zürich, Techn. Hochsch. 1913.
- 1912-1913 Kemist vid sockerbruk i Jakobstad [3]
- 1913-1915 o.v. Pargas kalkbergs Ab [3]
- 1916-1917 Teknisk ledare av kemiska fabriken i Moskva [3]
- 1917-1919, 1921-1924 VD för Åström fabrik (se Edvard Åström), Åbo [3]
- 1919-1921 idk. studerande vid Sorbonne i Paris [3]
- 1924-1931 Kemist vid Lojo kalkverk [3]
- 1931-1939 Chefkemist vid Skånska cement AB [3]
- 1939 Professor i kemisk teknologi vid KTH [3]
- 1942 Professor i cement och betongkemi vid KTH [3]

- 1940 Ledamot av Stiftelsens för Åbo Akademis delegation [3]
- 1940 Ledamot av Svenska tekniska vetenskapsakademien i Finland [3]
- 1940 Ledamot av Kungliga Ingenjörsvetenskapsakademien
- Skribent: kemiska arb., speciellt om cementets kemi och därm. sammanhängande frågor i finska, svenska och tyska facktidskrifter [3]

## Familjeliv
Gift med Nanti Bryn och sedan 1924 Emmy Ditzler.